# Никола Жеков
 Тази статия е за генерала.  За радовишкия войвода на ВМОРО вижте Никола Жеков (революционер).  
Никола Тодоров Жеков (1865 – 1949) е министър на войната на България (1915). Български офицер, генерал от пехотата – главнокомандващ на действащата армия по време на участието на България в Първата световна война (1915 – 1918). През 30-те години на ХХ век Жеков е сред идеолозите на безпартийното управление и национализма в България, автор на статии с антисемитски и антимарксистки характер, а също и ръководител на Съюза на българските национални легиони (СБНЛ).

## Биография

### Ранен живот
Никола Жеков е роден на 6 януари 1865 г. (25 декември 1864 г. стар стил) в Сливен. Първоначално учи в родния град, след което продължава образованието си в мъжката гимназия в София. През 1883 година, след успешно издържан приемен изпит, става юнкер във Военното на Негово Княжеско Височество училище.

### Сръбско-българска война (1885)
Във връзка с подготовката за Сръбско-българската война (1885) на 9 септември 1885 година военният министър генерал-майор Кантакузин издава приказ, съгласно който всички юнкери от втория специален клас се зачисляват със звание портупей-юнкери в частите на войските. Почти месец по-късно, на 6 октомври с височайши указ юнкерите и възпитаниците на Военното училище се уволняват в отпуск до 1 януари 1886 година и им се разрешава да постъпват като доброволци в армията като унтерофицери.
Младият юнкер Жеков кандидатства за доброволец, но комисията го отхвърля, преценявайки неговото физическо състояние. Заедно с други юнкери от Военното училище се отправя към Пловдив и с разрешение на командира на Ямболския отряд подполковник Филов са зачислени към 2-ри Сливенски резервен полк, където Жеков е назначен за ротен командир. Заедно с полка си заминава за Елхово, който по-късно е изпратен като резерв на бойната линия Цариброд-Пирот и стои на разположение на главното командване. Скоро е сключено примирието и полкът без да участва във военните действия се връща обратно в Сливен и бива разформирован, а юнкер Никола Жеков се завръща във Военното училище, за да продължи обучението си.
През 1886 г. участва в детронирането на княз Александър I Батенберг, за което е разжалван в редник и пратен в 12-и пехотен балкански полк, впоследствие амнистиран, завършва Военното училище. На 27 април 1887 г. е произведен в първи офицерски чин подпоручик, след което служи във 2-ри артилерийски полк в Шумен. За кратко време след това е преместен в Кула, Белоградчик и Враца.
На 18 май 1890 г. е произведен в чин поручик. На 2 август 1894 г. е произведен в чин капитан и през есента на същата година е изпратен в Торинската генералщабна академия, която завършва през 1898 г. След завръщането си в България служи като генералщабен офицер във 2-ри артилерийски полк, след това е преместен в гарнизона в Пловдив. През 1900 г. капитан Жеков е прикомандирован в ГЩ като офицер за особени поръчки, през 1901 г. е произведен в чин майор и е назначен за преподавател по военна педагогика във Военното училище. Малко по-късно е прехвърлен в Школата за запасни подпоручици в пехотата в Княжево, на която е началник от 1903 г. до 1910 година. Като майор изпълнява и длъжността инспектор на класовете във Военното на Н. Величество Училище, където преподава военна педагогика и ръководи тактическите занятия на юнкерите. През 1905 г. е произведен в чин подполковник, а на 18 май 1909 г. – в чин полковник. На 27 март 1910 г. е назначен е за началник на 1-ви пехотен софийски полк, като същата година е прикомандирован временно да изпълнява длъжността началник на отделение при щаба на армията, след което от 1911 отново се връща като командир на 1-ви полк. На 1 март 1912 година е назначен за началник на Военното училище, а същата година придружава престолонаследника княз Борис на германските императорски маневри.

### Балканските войни (1912 – 1913)
През Балканската война (1912 – 1913) Никола Жеков е началник-щаб на Втора армия, която действа срещу Одрин.
По време на Междусъюзническата война (1913) се разболява тежко, което попречва на участието му, като при демобилизацията след войната е назначен за началник-щаб на окупационните войски в Западна Тракия.
През 1913 – 1914 г. полковник Жеков участва в дипломатическа мисия в Цариград, която води преговори за военна конвенция между България и Османската империя. След това е помощник-началник на Щаба на войската (лято 1914 – пролет 1915) и командир на Осма пехотна тунджанска дивизия (май 1915). На 2 август 1915 г. е произведен в чин генерал-майор. От 6 юли до 21 септември 1915	г. Жеков е министър на войната, след което по личното настояване на цар Фердинанд I на 24 септември 1915 г. е назначен за Главнокомандващ на действащата армия.

### Първа световна война (1914 – 1918)
Никола Жеков работи за намесата на България в Първата световна война на страната на Централните сили. Под негово ръководство през Първата световна война (1915 – 1918) българската войска воюва 3 години на Северния и Южния фронт. На 6 октомври 1916 г. е произведен в чин генерал-лейтенант за бойни отличия.
За участието си във войната през 1915 г. е награден с османски медал „За бойни заслуги“, през 1917 г. с османските сребърен и златен орден „Имтияз“, а на 12 май 1917 г. с османския орден „Османие“.
През септември 1918 г. заболява тежко и на 8 септември заминава на лечение във Виена, където го заварва Солунското примирие и заповедта за уволнението му. Преминава в запаса на 4 октомври 1918 г. Няколко години остава в изгнание в Германия и Австрия.

#### Междувоенен период
На 21 октомври 1921 г. се завръща в България и е осъден като виновен за Втората национална катастрофа от Третия държавен съд през същата година на 10 години затвор. След почти три години е амнистиран и излиза от затвора през 1924 г.
След излизането си от затвора генерал Никола Жеков е сред критиците на режима на Александър Цанков. В началото на 1925 година той дори обмисля евентуален военен преврат, като получава подкрепата на лявото крило на Българския земеделски народен съюз, както и на Българската комунистическа партия, която има колебания, но позицията на Коминтерна е в подкрепа на Жеков.
През следващите години той се отдава на научна и литературна дейност, като написва книги на чисто военни теми и мемоари. От 1931 г. чете лекции във Военната академия. От 30-те години се изявява като идеолог на идеите за национална общност и безпартийно управление. На 6 май 1936 г. е произведен в чин генерал от пехотата, избран е за почетен председател на Обществото на кавалерите на Ордена „За храброст.

## Втора световна война (1939 – 1945)
На 23 юли 1940 г. по покана на Адолф Хитлер, генерал Никола Жеков като главнокомандващ Българската армия през Първата световна война, посещава Западния фронт от Първата и Втората световна война. Същия ден Жеков е официално приет от военния комендант пред кметството на Ньой и пред построената специално за целта на посещението почетна войскова част е издигнато българското знаме, а в залата в която е извършено унижението на България, командващият Българската армия в предходната световна война се разписва в Златната книга на общината.
През Втората световна война развива активна прогерманска дейност, ръководител е на Българските национални легиони и има лични връзки с Адолф Хитлер. Той е почетен председател на националистическата организация Съюз на българските национални легиони. В този си период ген. Жеков говори за „национализма като обединителна идеология и жизнена енергия, която се въздига в култ, за да премахне злотворното влияние на семитизма, марксизма и комунизма (болшевизма)… все плод на еврейския космополитизъм и интернационализъм, който е убийствен за националното ни битие". Жеков застъпва принципите на антисемитизма, като според него „евреинът е анационален и аморален“.
На 3 септември 1944 г. Никола Жеков емигрира в Нацистка Германия, опасявайки се от политическо преследване. На 1 февруари 1945 г. е осъден на смърт от Народния съд, но присъдата му не е изпълнена, тъй като не е в България и се води в неизвестност.
Никола Жеков умира на 1 ноември 1949 г. във Фюсен, Бавария. На 7 ноември 1992 г. костите му са пренесени във Военния мавзолей костница в София.

## Семейство
Никола Жеков е женен и има 2 деца.

## Памет
На генерал Никола Жеков е наречена улица в в София (Карта).

## Военни звания
- Подпоручик (27 април 1887)
- Поручик (18 май 1890)
- Капитан (2 август 1894)
- Майор (1901)
- Подполковник (1905)
- Полковник (18 май 1909)
- Генерал-майор (2 август 1915)
- Генерал-лейтенант (6 октомври 1916)
- Генерал от пехотата (6 май 1936)

## Награди
Български награди
- Военен орден „За храброст“ – III степен, 2-ри клас
- Военен орден „За храброст“ II степен (1916)
- Орден „Св. Александър“ I степен с мечове (1917)
- Велик кръст на орден „Св. Александър“ без мечове
- Народен орден „За военна заслуга“ IV степен на обикновена лента и V степен на обикновена лента

Чуждестранни награди
- Германски орден „Pour le Mérite“ (16 януари 1916)
- Железен кръст
  - II степен
  - I степен
- Германски орден „Червен орел" Голям кръст на „Червения орел“ с мечове по средата и II степен
- Германски орден „Сакс Ернес“ с голяма корона и мечове по средата и лавров венец
- Германски орден „Вюртембергска корона“ с мечове
- Австро-унгарски орден „Желязна корона“ II степен
- Австро-унгарски орден „Леополд“ 1-ви клас
- Медал „За бойни заслуги“, Османска империя (1915)
- Сребърен орден „Имтияз“, Османска империя (1916)
- Златен орден „Имтияз“, Османска империя (1917)
- Орден „Османие“ с брилянти, Османска империя (15 май 1917)

## Граждански отличия
- Удостоен със званието почетен гражданин на Кюстендил на 16 май 1917 година.[14]